# Valencia del Mombuey
Valencia del Mombuey ist eine spanische Gemeinde (municipio) in der Provinz Badajoz in der Autonomen Gemeinschaft Extremadura. Die Gemeinde zählte auf einer Fläche von 75,0 km² im Jahre 2024 insgesamt 713 Einwohner.

## Lage
Die Gemeinde liegt in der Nähe der Grenze zu Portugal rund 20 km westlich von Oliva de la Frontera und 16 km südöstlich von Villanueva del Fresno im äußersten Südwesten der Provinz Badajoz. Im Süden wird das Gemeindegebiet vom Río Ardila berührt, der in den Guadiana mündet.

## Sehenswürdigkeiten

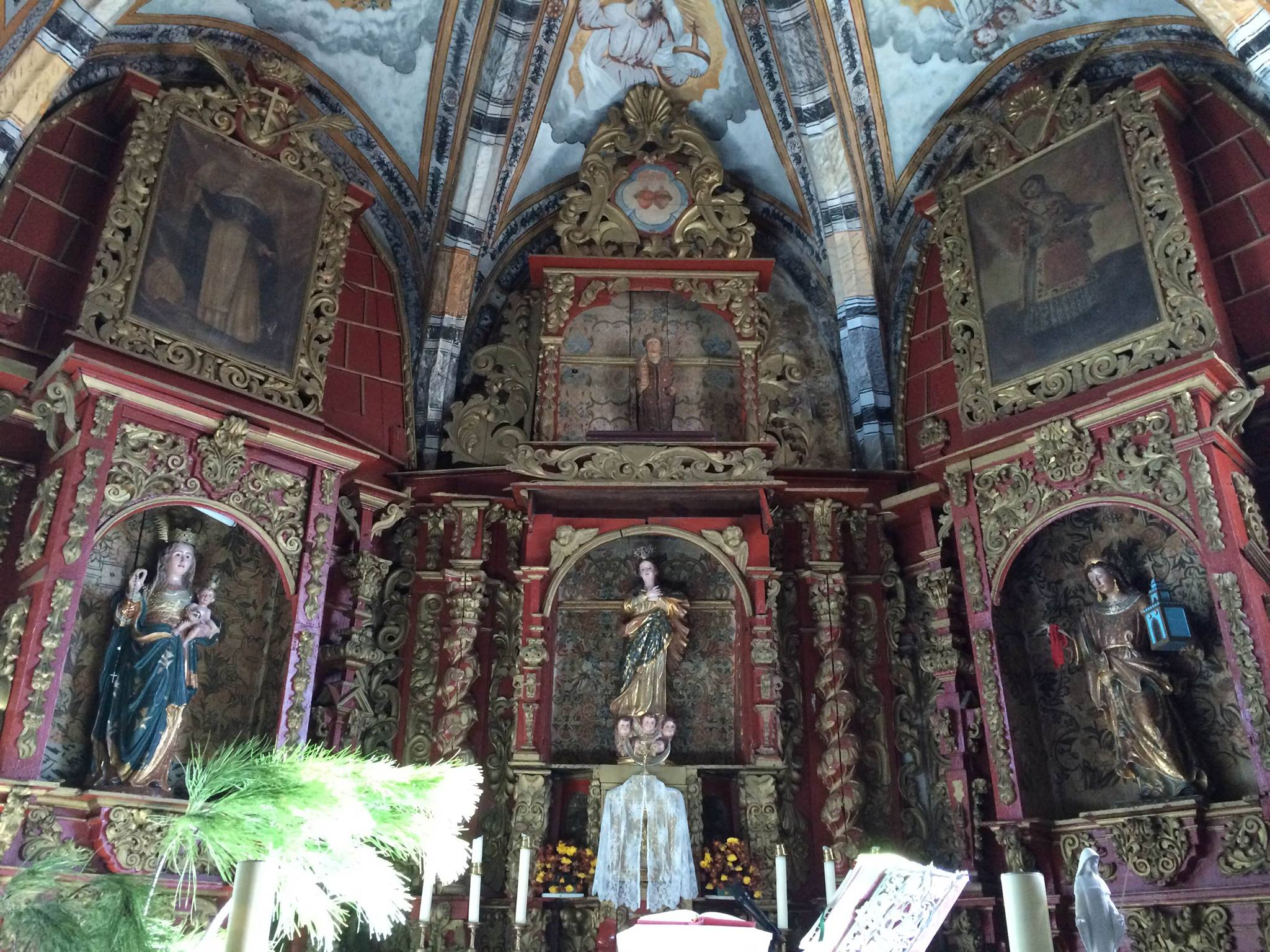
Hauptaltar der Pfarrkirche Immaculada Concepción

- Pfarrkirche Immaculada Concepción mit ihrem Hauptaltar im Barockstil
- Die im Jahr 2009 restaurierte Ermita San Benito aus dem 19. Jahrhundert
- Palais des Marqués de Valdeterrazo
- Mehrere alte Mühlen am Río Ardila
- Dolmen Piedra Pinchá am Río Ardila